# Serreta De Tramaced
Serreta De Tramaced este o arie protejată (arie de protecție specială avifaunistică — SPA) din Spania întinsă pe o suprafață de 3.463,51 ha, integral pe uscat.

## Localizare
Centrul sitului Serreta De Tramaced este situat la coordonatele 41°58′27″N 0°17′17″W / 41.9742°N 0.288094°V.

## Înființare
Situl Serreta De Tramaced a fost declarat arie de protecție specială avifaunistică în iulie 2001 pentru a proteja 51 de specii de animale.

## Biodiversitate
Situată în ecoregiunea mediteraneană, aria protejată nu include niciun habitat protejat.
La baza desemnării sitului se află mai multe specii protejate de  păsări (51): ciocârlie-de-câmp (Alauda arvensis), fâsă de luncă (Anthus pratensis), lăstunul mare (Apus apus), acvilă de munte (Aquila chrysaetos), buha (Bubo bubo), scatiu (Carduelis spinus), erete de stuf (Circus aeruginosus), erete vânăt (Circus cyaneus), erete cenușiu (Circus pygargus), Clamator glandarius, porumbel gulerat (Columba palumbus), prepeliță (Coturnix coturnix), lăstun de casă (Delichon urbica), măcăleandru (Erithacus rubecula), șoim de iarnă (Falco columbarius), șoim călător (Falco peregrinus), șoimul rândunelelor (Falco subbuteo), muscar negru (Ficedula hypoleuca), cinteză (Fringilla coelebs), Galerida theklae, vulturul pleșuv sur (Gyps fulvus), Hippolais polyglotta, rândunică (Hirundo rustica), Lanius excubitor meridionalis, sfrâncioc cu cap roșu (Lanius senator), privighetoare (Luscinia megarhynchos), prigoare (Merops apiaster), gaia neagră (Milvus migrans), gaia roșie (Milvus milvus), muscar sur (Muscicapa striata), vultur egiptean (Neophron percnopterus), pietrar mediteranean (Oenanthe hispanica), Oenanthe leucura, pietrar sur (Oenanthe oenanthe), grangur (Oriolus oriolus), ciuf-pitic (Otus scops), pitulice de munte (Phylloscopus bonelli), pitulice de munte (Phylloscopus collybita), Pterocles orientalis, Ptyonoprogne rupestris, Pyrrhocorax pyrrhocorax, turturică (Streptopelia turtur), silvie cu cap negru (Sylvia atricapilla), silvie roșcată (Sylvia cantillans), Sylvia hortensis, silvie de tufiș (Sylvia undata), Tachymarptis melba, sturzul viilor (Turdus iliacus), sturz-cântător (Turdus philomelos), sturzul de vâsc (Turdus viscivorus), pupăză (Upupa epops).
Pe lângă speciile protejate, pe teritoriul sitului au mai fost identificate 1 specie de plante, 35 de specii de păsări, 3 specii de amfibieni, 1 specie de mamifere, 1 specie de reptile.